# Collie lông ngắn
Collie lông ngắn hay Rough Collie là một giống chó trong nhánh Collie nhưng có nét riêng là bộ lông xù, chúng còn được biết đến với cái tên khác như Lassie, Scotch Collie là một trong những giống chó chuyên nuôi vào mục đích chăn cừu của Anh. Collie lông ngắn là giống chó chuyên dùng vào việc chăn cừu, khá phổ biến ở nhiều quốc gia có những thảo nguyên rộng lớn với những đàn cừu hàng nghìn con. Chúng thuộc nhóm chó chăn gia súc và săn đuổi, với tính cách năng động, thông minh, cảnh giác, sẵn sàng tự vệ, ham chơi.
Giống như người anh em Collie lông dài của mình, Collie lông ngắn là giống chó chăn gia súc xứ Scottland và có đủ các đặc điểm tốt của Collie lông dài, ngoại trừ tính nhạy cảm. Chúng được coi là một dòng riêng biệt. Tuy nhiên thì ngày nay các gia đình lựa chọn giống chó này ngày càng phổ biến vì tính cách và ngoại hình rất bắt mắt với bộ lông nhiều màu đẹp.

## Tổng quan
Dòng giống của Collie lông ngắn là một giống chó chăn cừu cổ xưa của Anh có chung gốc với giống chó Border Collie. Vào những năm 1860 thì Collie là giống chó được ưa chuộng nhất và bắt mắt nhất bây giờ, việc chọn lựa cho lai tạo để có được kích thước ngày càng to hơn và bộ lông ngày càng đẹp hơn liên tục được chọn nuôi và khắc phục sự chậm chạp trước kia. Với sự bảo trợ của nữ hoàng Anh Victoria thì vào những năm 1880 thì giống Collie rất được ưa chuộng tại Scotland. Từ năm 1885 thì Collie được du nhập. Có hai giống Collie đó là Collie lông ngắn và Collie lông dài. Nhiều quốc gia đều có sự góp mặt của Collie.
Ngày nay những nông trại đã được công nghiệp hóa ngay cả đối với những đàn cừu. Những đàn cừu giờ đây đã được nuôi trong những khu chuồng rộng lớn với những khối cỏ lớn được trồng và đóng kiện cung cấp tới tận khu chuồng nuôi do vậy mà Collie không còn có tác dụng như trước đây. Các gia đình lựa chọn giống chó này ngày càng phổ biến vì tính cách và ngoại hình bắt mắt, trong một số phim về động vật thì hình tượng về Collie được nhân hóa như những quý Bà. Giống chó này nằm trong tốp 25 giống chó phổ biến nhất thế giới.

## Đặc điểm
Collie là giống chó có ngoại hình đẹp bởi bộ lông dài nhiều máu sắc được pha màu rất đẹp. Cơ thể khỏe mạnh, vẻ mặt tươi vui và bộ ngực sâu. Con cái cao khoảng 56–61 cm và nặng 23–29 kg. Con đực cao 61–66 cm, nặng 27–34 kg. Thường chúng có nhược điểm là những bệnh về mắt và dễ bị dị ứng với một số chất kích thích như Chocolate. Những con có màu trắng nhiều thường kèm theo bệnh điếc, chúng còn nhạy cảm với việc thay đổi môi trường và điều kiện sống. Đuôi dài và luôn hạ thấp. Tai nhọn và hơi gấp nửa giữa, hướng về phía trước. 

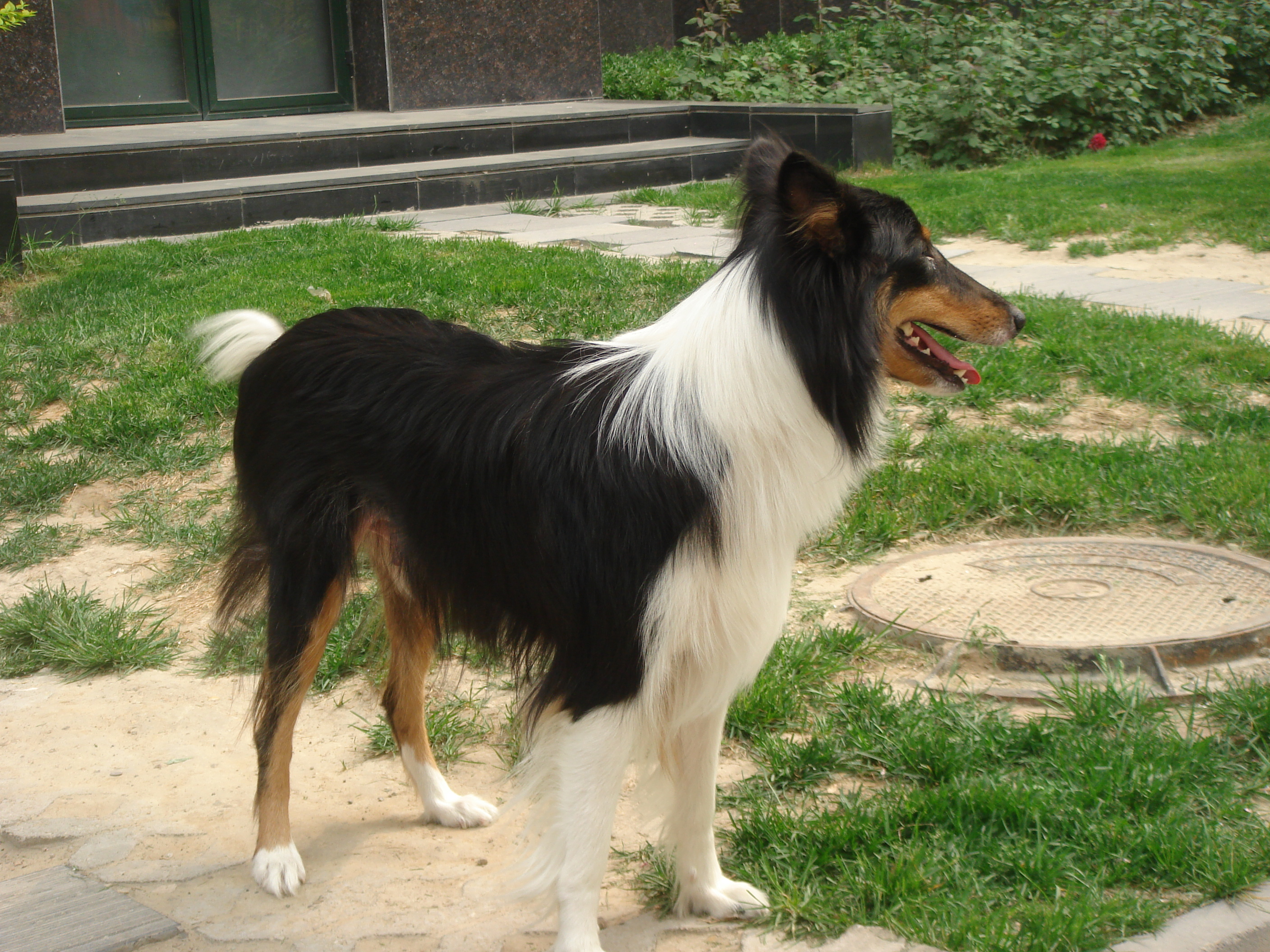
Một con tam thể

Bộ lông có 2 lớp gồm lớp ngoài dài - thẳng, lớp trong ngắn và dày. Collie có bờm quanh cổ. Có 4 màu cho phép là: màu lông chồn, 3 màu kết hợp trắng-đen-nâu, màu xanh xám, và trắng chủ đạo kết hợp với một số khoang màu khácn nhưng chính gồm trắng đục, xanh ma-rin, ba màu. Việc chăm sóc về bộ lông cho Collie lông ngắn thì cần có nhiều thời gian của người nuôi đặc biệt là vào mùa thay lông thì cần chải 2 lần/ngày, trong thời gian còn lại cần chải lông ít nhất 1 lần/ngày. Chúng có tuổi thọ từ 10 đến 12 năm.

## Tập tính
Collie lông ngắn là giống chó cảnh được săn lùng, bởi ngoại hình rất bắt mắt của nó và sự thông minh khi chúng chơi cùng trẻ con. Chúng có lòng trung thành, sự thông minh và hiền lành đáng yêu của chúng. Chúng có mức độ hoạt động bình thường. Tuy nhiên đây là giống chó khá hiếu động khi còn nhỏ, nhưng cũng dễ hòa đồng với vật nuôi khác. Vấn đề chăm sóc cũng khá đơn giản, công việc này không phức tạp như một số giống chó to khác cũng như việc tập luyện Với tính hiền lành dễ hòa đồng và nhanh hiểu được nhu cầu của gia chủ, cần có sự quan tâm đến chúng và dắt đi dạo thường xuyên.